# Trencadís

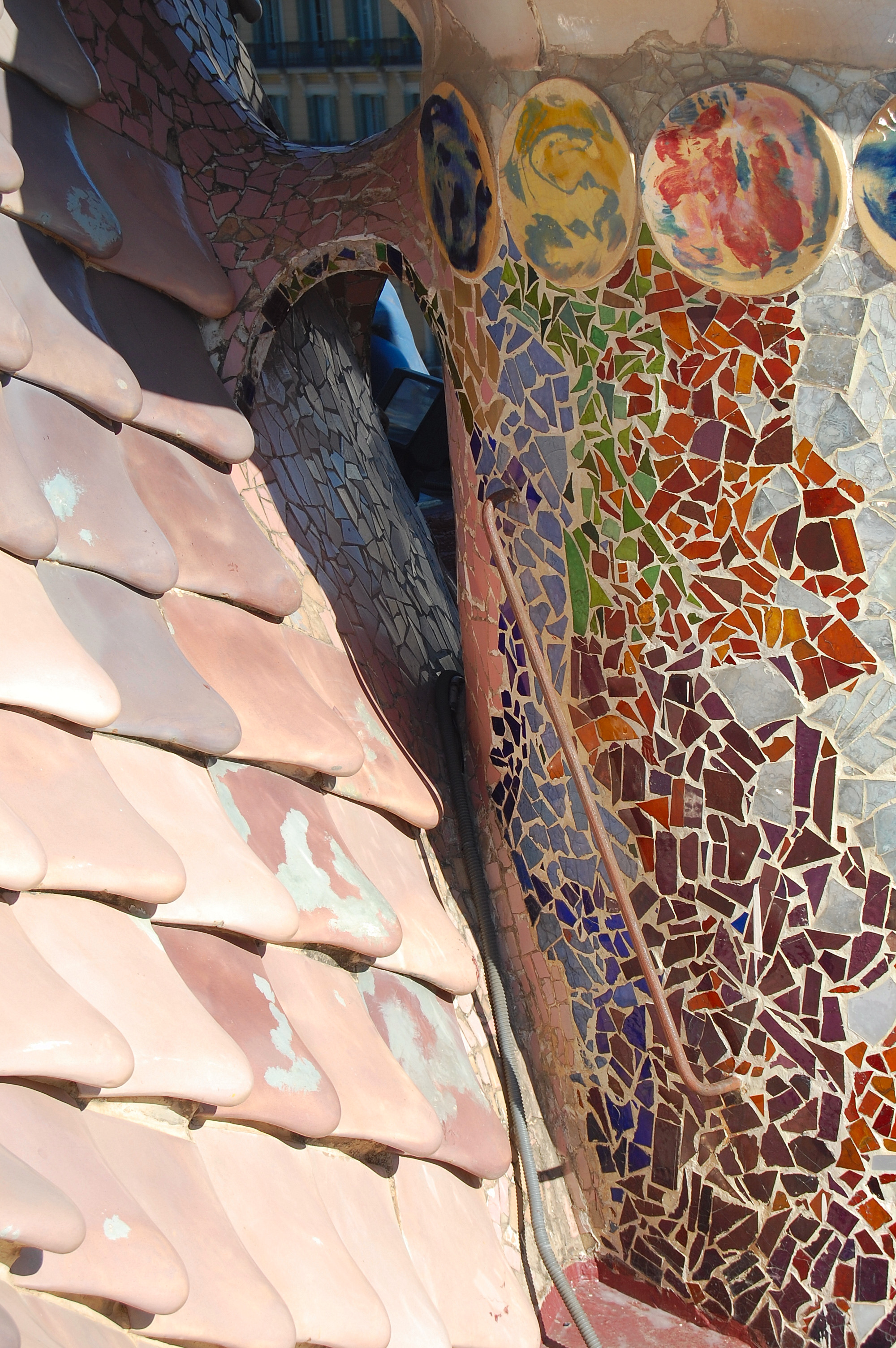
Particolare del tetto di Casa Batlló.

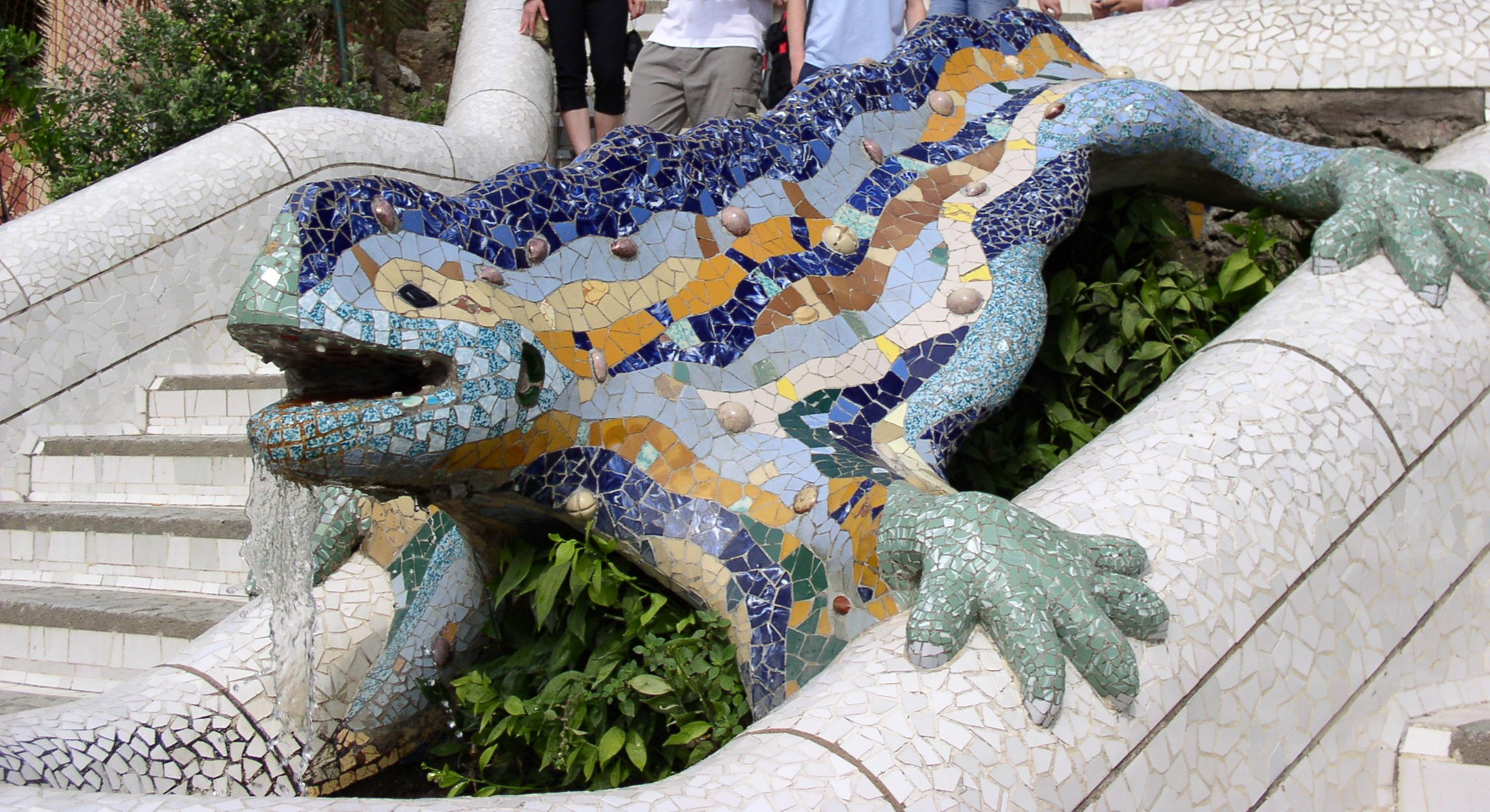
La salamandra del Parco Güell realizzata a trencadís.

Il trencadís (dal catalano trencat che significa rotto, frammentato) è un tipo di applicazione ornamentale che impiega frammenti di ceramica. Molto spesso  erroneamente viene ricondotta al mosaico, dal quale differisce per l'assenza di una grammatica compositiva. Il trencadís è molto frequente nell'architettura modernista catalana.

## Storia
Gli architetti modernisti erano già, forse per rispetto alle risorse estetiche della tradizione edilizia del Mediterraneo, affini all'uso di piastrelle di ceramica, ma fu Antoni Gaudí a proporre una tecnica considerata inedita: il «trencadís». Secondo un aneddoto della vita dell'artista, Gaudí si trovava al laboratorio di Lluís Brú e, vedendo come venivano collocati i pezzi, afferrò una piastrella e un vaso e rompendoli esclamò: «Bisogna metterle a manciate, se no non finiremo mai». Josep Maria Jujol fu colui che realizzò nella pratica questo stile e che gli diede la personalità caratteristica.
Veniva utilizzato il materiale di scarto della fabbrica Pujol i Bausis, situata a Esplugas de Llobregat, così come i frammenti dei piatti e delle tazzine da caffè di ceramica bianca di diversa provenienza. Venivano utilizzate anche piastrelle di ceramica e il mosaico con la tecnica dell’opus tessellatum.
Con lo scopo di ottenere un cromatismo, si optò per l'uso di ceramica smaltata, che offre colori vivi, accostando la loro superficie liscia e pulita con la superficie tridimensionale degli edifici, per ottenere il massimo effetto di luminosità al passaggio della luce sulla composizione.
La tecnica del trencadís fu utilizzata per la prima volta sul battente all'entrata dei Padiglioni Güell, nel viale di Pedralbes a Barcellona. In questo edificio, l'architettura sinuosa impose la necessità di rompere le piastrelle dove non potevano essere utilizzate intere.
La rottura di piastrelle decorate e la realizzazione di una nuova composizione senza nessuna relazione con la decorazione dei frammenti, insieme all'utilizzo di frammenti di elementi diversi, danno come risultato un effetto visivo peculiare e distintivo di questa tecnica. Attualmente si continua a utilizzare questa tecnica in nuove opere.

## Alcuni esempi

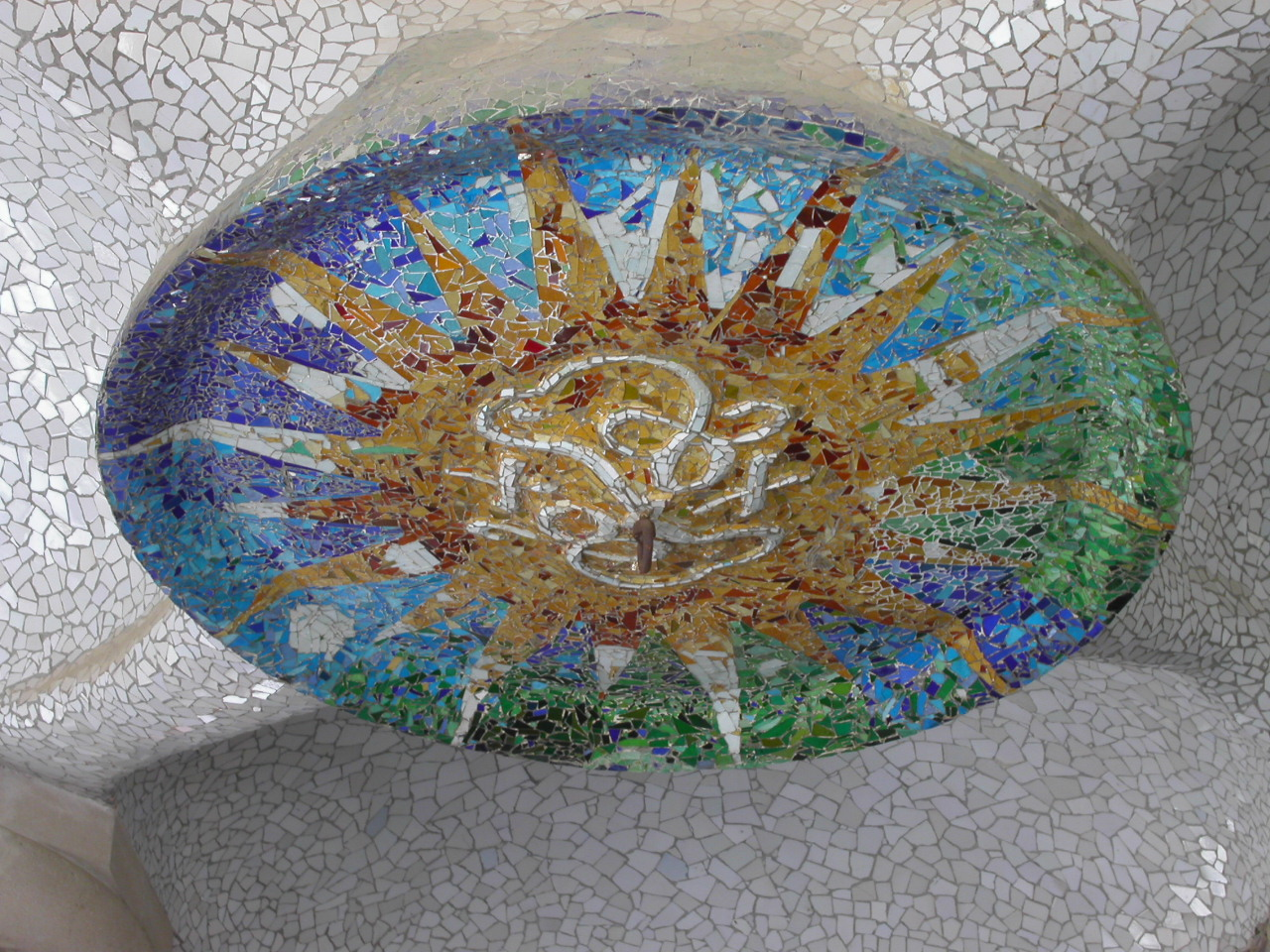
Parco Güell
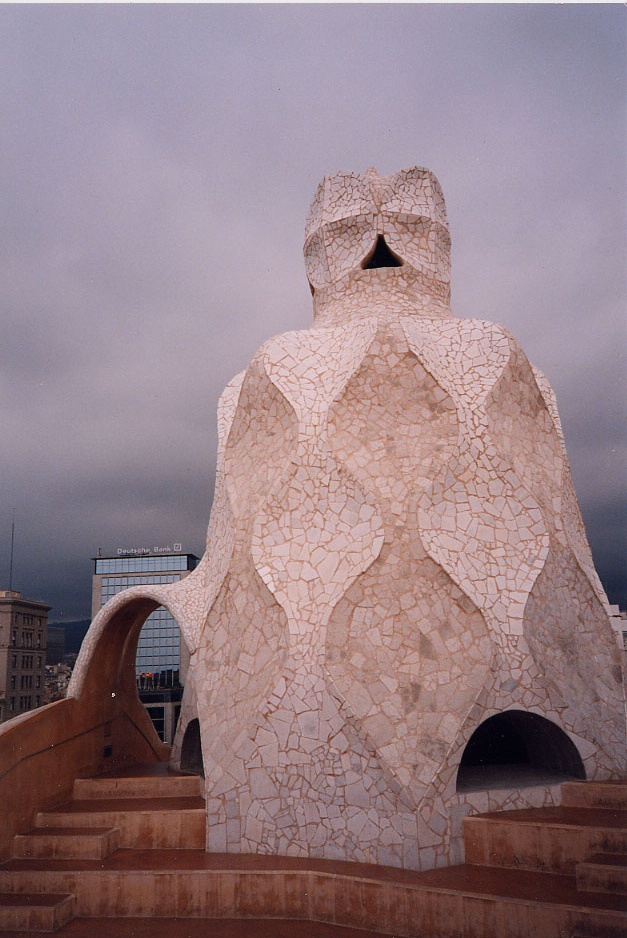
Casa Milà
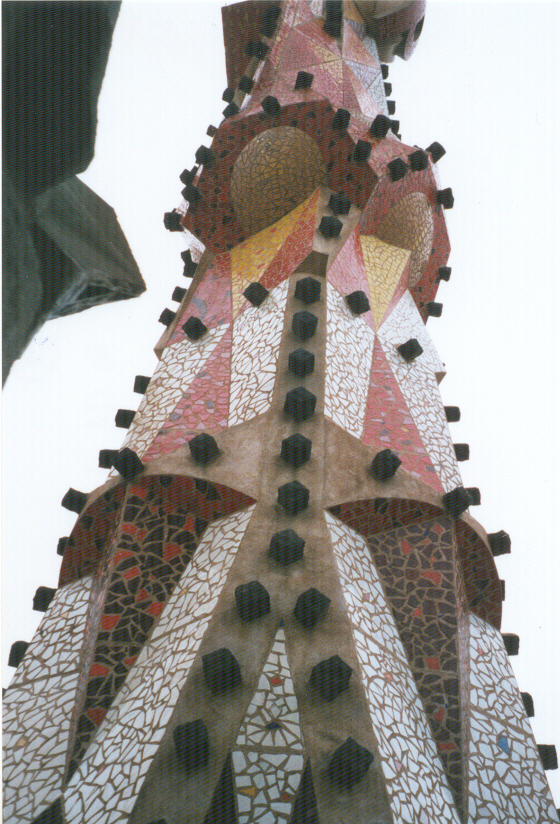
Sagrada Família
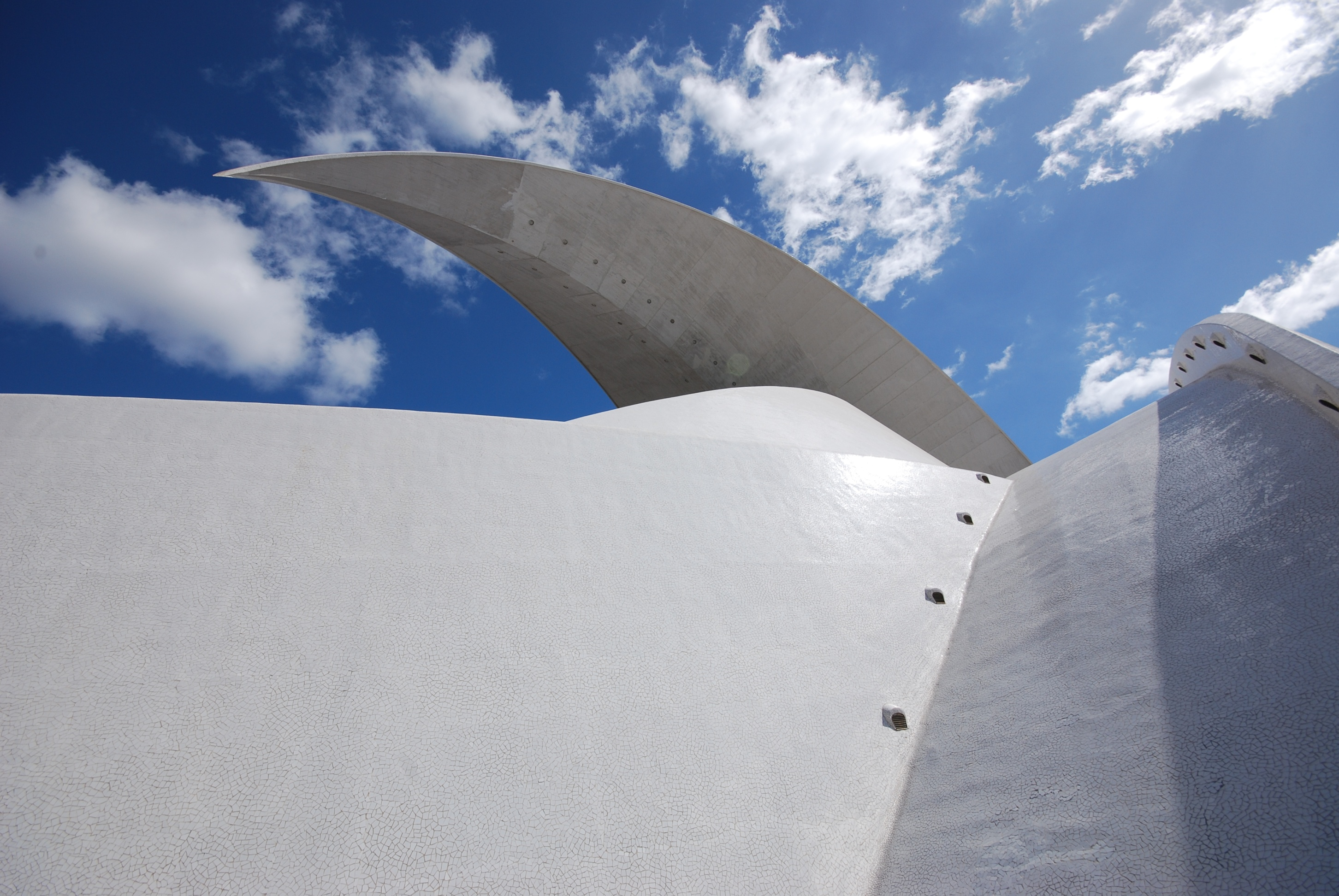
Auditorio di Tenerife.